# Lucas Malcotti
Lucas Malcotti (Sion, 8 gennaio 1995) è uno schermidore svizzero, specializzato nella spada.

## Palmarès
- Mondiali

Wuxi 2018: oro nella spada a squadre.
Budapest 2019: bronzo nella spada a squadre.